# Akubra

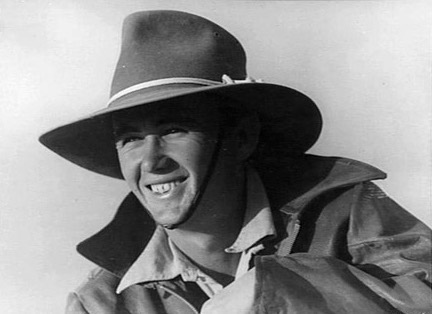
Exemple de chapeau typique Akubra.

Akubra est le nom d’une entreprise australienne qui fabrique des chapeaux, appartenant au groupe australien Tattarang depuis novembre 2023. 
La marque Akubra est associée aux chapeaux du bush australien, en feutre de fourrure de lapin à larges bords qui sont portés dans les zones rurales d'Australie. 
Les chapeaux Akubra font partie de la culture traditionnelle australienne, à tel point que, dans le langage courant, le nom d’Akubra désigne généralement les chapeaux eux-mêmes et non seulement la marque. En effet, le choix de modèles proposés (fedora, homburg, bowler, pork pie, trilby… etc.) est si vaste que pratiquement aucun modèle fabriqué par une société concurrente ne peut manquer de correspondant développé par Akubra.

## Histoire
La fabrique originale de chapeaux (qui ne s’appelle pas encore Akubra) est fondée en 1874 par Benjamin Dunkerley (1840-1918), un nouvel immigrant originaire du Cheshire en Angleterre. Il ouvre son magasin à Glenorchy (en) près d'Hobart en Tasmanie après avoir inventé une machine à traiter les peaux de lapin permettant d'isoler le duvet nécessaire à la confection du feutre.
Vers 1880, la société se développe, acquiert des locaux plus vastes à Crown Street dans le quartier Surry Hills au centre-ville de Sydney et augmente la production. C’est à cette période que naît la marque Akubra (selon un mot prétendument dérivé du langage des aborigènes d'Australie). La société remporte alors d'importants marchés d’État, notamment pour équiper les soldats des deux guerres mondiales. En 1950, la compagnie gagne la licence exclusive de production de Stetsons pour l’Australie.
Aujourd’hui encore, la société est une entreprise familiale, dirigée par l’arrière-petit-fils de Benjamin Dunkerley.